# Kou (Tenkodogo)
Pour les articles homonymes, voir Kou.
Ne doit pas être confondu avec Kou (Bakata).
Kou est une commune située dans le département de Tenkodogo de la province de Boulgou dans la région du Centre-Est au Burkina Faso.

## Histoire
Louis-Gustave Binger y passe le mardi 5 juin 1888. Il écrit : « Trois villages séparent Dallou de Bagata. L'un d'eux, Voyou, m'a semblé bien peuplé ; Kou et Kotélé sont presque ruinés. ».